# Józef Krupa
Józef Krupa (ur. 16 marca 1850 w Woli Batorskiej, zm. 8 lipca 1889 w Buczaczu) – polski botanik i nauczyciel.  

## Życiorys
Pochodził z rodziny chłopskiej drobnorolnej (wieś Wola Batorska położona w województwie małopolskim, w powiecie wielickim, w gminie Niepołomice). Absolwent Gimnazjum św. Jacka w Krakowie, w 1877 r. ukończył biologię na Uniwersytecie Jagiellońskim. Po studiach pracował naukowo na macierzystej uczelni, a później, od 1882 r. do 1887 r. w Wyższej Szkole Rolniczej w Dublanach. W latach 1887–1888 uczył w swoim macierzystym gimnazjum oraz w latach 1888–1889 w gimnazjum przy klasztorze bazyliańskim w Buczaczu (m.in. w 1888, 1889 zastępca nauczyciela). 
Autor około 20 publikacji naukowych i zielnika. Prowadził badania flor Karpat i Małopolski i był jednym z prekursorów badań grzybów karpackich. 
Zmarł nagłe 8 lipca 1889 w Buczaczu.